# Dennis L. McKiernan
Dennis Lester McKiernan (* 4. April 1932 in Moberly, Missouri) ist ein US-amerikanischer Autor, der sich vor allem in den Genres High Fantasy, Horror fiction und Krimi betätigt.

## Biografie
Im Alter von 18 Jahren trat McKiernan in die Air Force ein und kämpfte vier Jahre als Soldat im Korea-Krieg. Nach seiner Militärzeit studierte McKiernan Elektrotechnik. 31 Jahre lang arbeitete er als Ingenieur im Rüstungsbereich, bevor er sich entschloss, das Schreiben zum Beruf zu machen. Sein erstes Buch schrieb er 1977, während er sich von einem Motorradunfall erholte. Seit seinem Rückzug vom Ingenieurberuf 1989 hat Dennis L. McKiernan über zwanzig Fantasy-Romane verfasst. Er lebt mit seiner Frau in Ohio und ist ein leidenschaftlicher Taucher und Motorradfahrer.

## Werke

### Mithgar
- Legende vom eisernen Turm
  - Schwarze Flut / Die schwarze Flut / Halblingsblut, 1988, ISBN 3-453-53297-X, The Dark Tide, 1984
  - Kalte Schatten / Die kalten Schatten / Halblingszorn, 1988, ISBN 3-453-52557-4, Shadows of Doom, 1984
  - Sonnentod / Der schwärzeste Tag / Halblingsbund, 1988, ISBN 3-453-52556-6, The Darkest Day, 1984
- Der Ruf des Silberhorns
  - Zwergenzorn, 2004, ISBN 3-453-53007-1, Trek to Kraggen-Cor, 1986
  - Zwergenmacht, 2005, ISBN 3-453-53009-8, The Brega Path, 1986
- Drachenkampf / Zwergenkrieger, 1992, ISBN 3-453-52152-8, Dragondoom, 1990
- Drachenbann, 2008, ISBN 3-453-52381-4,  The Eye of the Hunter, 1992
- Drachenmacht, 2008, ISBN 3-453-52405-5, The Eye of the Hunter, 1992
- Elfenschiffe, 2006, ISBN 3-453-53247-3, Voyage of the Fox Rider, 1993
- Elfensturm, 2006, ISBN 3-453-52240-0, Voyage of the Fox Rider, 1993
- Tales of Mithgar, 1994
- Tales from the One-Eyed Crow: The Vulgmaster, 1991
- Elfenzauber, 2006, ISBN 3-453-52153-6, The Dragonstone, 1996
- Elfenkrieger, 2006, ISBN 3-453-53236-8, The Dragonstone, 1996
- Hel's Crucible - Duologie
  - Magiermacht, 2007, ISBN 3-453-52248-6, Into the Forge, 1997
  - Magierschwur, 2007, ISBN 3-453-52281-8, Into the Forge, 1997
  - Magierkrieg, 2007, ISBN 3-453-52280-X, Into the Fire, 1998
  - Magierlicht, 2007, ISBN 3-453-52282-6, Into the Fire, 1998
- Drachenbund, 2008, ISBN 3-453-52438-1, Silver Wolf, Black Falcon, 2000
- Drachenkrieg, 2008, ISBN 3-453-52484-5, Silver Wolf, Black Falcon, 2000
- Red Slippers: More Tales of Mithgar, 2004
- Elfenjäger, 2009, ISBN 3-453-52608-2, City of Jade, 2008

### Fairy Serie
- Once Upon a Winter's Night, 2001
- Once Upon a Summer Day, 2005
- Once Upon an Autumn Eve, 2006
- Once Upon a Spring Morn, 2006
- Once Upon a Dreadful Time, 2006

### Einzelromane
- Caverns of Socrates, 1995